# Szőkéd
Szőkéd é um município da Hungria, situado no condado de Baranya. Tem 9,58 km² de área e sua população em 2019 foi estimada em 304 habitantes.